# NWA International Tag Team Championship (Toronto version)
El Toronto version of the NWA International Tag Team Championship fue el mayor título en parejas de lucha libre profesional de la promoción canadiense Maple Leaf Wrestling desde 1961 hasta 1977. El título fue remplazado a favor del NWA Canadian Open Tag Team Championship.

## Lista de campeones
| Luchador                                                  | N.º | Fecha                    | Días | Lugar            | Notas |
| --------------------------------------------------------- | --- | ------------------------ | ---- | ---------------- | --- |
| Man Mountain Campbell & Stan Stasiak                      | 1   | 8 de junio de 1961       |      | Toronto, Ontario | Ver listaDerrotaron a Ivan y Karol Kalmikoff en la final de un torneo para convertirse en los primeros campeones. |
| Cyclone & Hurricane Smith                                 | 1   | 7 de septiembre de 1961  |      | Toronto, Ontario | |
| Chris & John Tolos                                        | 1   | 7 de diciembre de 1961   |      | Toronto, Ontario | |
| Whipper Billy Watson & Yukon Eric                         | 1   | 28 de diciembre de 1961  |      | Toronto, Ontario | |
| Chris & John Tolos                                        | 2   | 4 de enero de 1962       |      | Toronto, Ontario | |
| Bill Soloweyko & Whipper Billy Watson                     | 1   | 18 de enero de 1962      |      | Toronto, Ontario | |
| Chris & John Tolos                                        | 3   | 15 de marzo de 1962      |      | Toronto, Ontario | |
| Billy Red Lyons & Whipper Billy Watson                    | 1   | 28 de marzo de 1962      |      | Toronto, Ontario | |
| Bulldog Brower & Sweet Daddy Siki                         | 1   | 4 de abril de 1962       |      | Toronto, Ontario | |
| Bruno Sammartino & Whipper Billy Watson                   | 1   | 27 de septiembre de 1962 |      | Toronto, Ontario | |
| Bulldog Brower & Johnny Valentine                         | 1   | 28 de febrero de 1963    |      | Toronto, Ontario | |
| John Paul Henning & Art Thomas                            | 1   | 25 de julio de 1963      |      | Toronto, Ontario | |
| Bulldog Brower & Dr. Jerry Graham                         | 1   | 17 de octubre de 1963    |      | Toronto, Ontario | |
| Jim Hady & Johnny Valentine                               | 1   | 5 de diciembre de 1963   |      | Toronto, Ontario | |
| Fred Atkins & Professor Hiro                              | 1   | Julio de 1964            |      |                  | |
| Johnny Valentine & Whipper Billy Watson                   | 1   | 13 de agosto de 1964     |      | Toronto, Ontario | |
| Fred Atkins & Professor Hiro                              | 2   | 17 de septiembre de 1964 |      | Toronto, Ontario | |
| Johnny Valentine & Whipper Billy Watson                   | 2   | 9 de octubre de 1964     |      | Toronto, Ontario | Ver listaEl título estuvo inactivo por todo el año de 1965.                                                       |
| The Masked Yankees {Moose Evans & Bob Stanlee}            | 1   | 9 de septiembre de 1966  |      | Toronto, Ontario | |
| Bulldog Brower & Whipper Billy Watson                     | 1   | 10 de julio de 1966      |      | Toronto, Ontario | |
| Fred Atkins & Tiger Jeet Singh                            | 1   | 31 de julio de 1966      |      | Toronto, Ontario | |
| Bulldog Brower & Whipper Billy Watson                     | 2   | Diciembre de 1966        |      |                  | Ver listaEl título quedó inactivo por casi todo el año de 1967. Brower y Watson se coronaron campeones después.   |
| Bull Curry & Tiger Jeet Singh                             | 1   | 26 de mayo de 1968       |      | Toronto, Ontario | |
| Mark Lewin & Whipper Billy Watson                         | 1   | 25 de agosto de 1968     |      | Toronto, Ontario | |
| El título quedó vacante en 1968, entonces quedó inactivo. |     |                          |      |                  | |
| The Love Brothers (Hartford & Reginald Love)              | 1   | 17 de marzo de 1974      |      | Toronto, Ontario | Ver listaDerrotaron a Jacques Rougeau, Sr. y Raymond Rougeau.                                                     |
| The Crusaders (Billy Red Lyons & Dewey Robertson)         | 1   | 23 de junio de 1974      |      | Toronto, Ontario | |
| The Love Brothers                                         | 2   | 8 de septiembre de 1974  |      | Toronto, Ontario | |
| The Crusaders                                             | 2   | 29 de diciembre de 1974  |      | Toronto, Ontario | |
| The Kelly Twins (Mike & Pat Kelly)                        | 1   | 8 de junio de 1975       |      | Toronto, Ontario | |
| The Crusaders                                             | 3   | 24 de agosto de 1975     |      | Toronto, Ontario | |
| El título fue abandonado en septiembre de 1977.           |     |                          |      |                  | |